# Fanny Rogeaux
Fanny Rogeaux es una deportista francesa que compitió en escalada, especialista en la prueba de bloques.
Ganó una medalla de bronce en el Campeonato Mundial de Escalada de 2003 y una medalla de plata en el Campeonato Europeo de Escalada de 2002.

## Palmarés internacional
| Campeonato Mundial | Campeonato Mundial | Campeonato Mundial | Campeonato Mundial |
| Año                | Lugar              | Medalla            | Prueba             |
| ------------------ | ------------------ | ------------------ | ------------------ |
| 2003               | Chamonix (Francia) | Medalla de bronce  | Bloques            |
| Campeonato Europeo |                    |                    |                    |
| Año                | Lugar              | Medalla            | Prueba             |
| 2002               | Chamonix (Francia) | Medalla de plata   | Bloques            |